# Rodolfo Amoedo

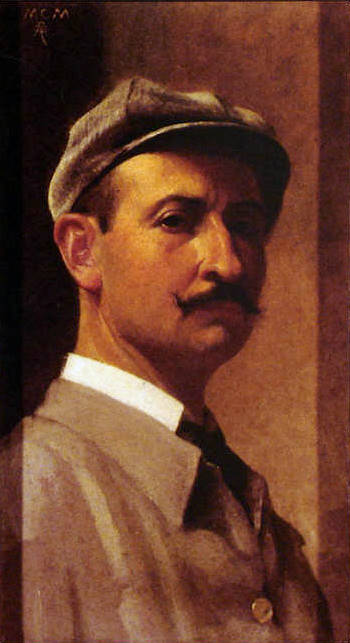
Zelfportret van Rodolfo Amoedo
MHN (Rio de Janeiro)

Rodolfo Amoedo (Salvador, 11 december 1857 - Rio de Janeiro, 31 mei 1941) was een Braziliaans kunstschilder. Hij werkte voornamelijk in een academische stijl.

## Leven en werk
Amoedo ging in 1873 naar de Academia Imperial de Belas Artes (AIBA) en trad daar in de leer bij de Braziliaanse historieschilder Victor Meirelles en later bij João Zeferino da Costa. In 1879 reisde hij met een studiebeurs naar Parijs. Daar studeerde hij aan de Académie Julian en vervolgens aan de École nationale supérieure des beaux-arts, onder andere bij Paul Baudry, Alexandre Cabanel en Pierre Puvis de Chavannes. In 1882, 1883 en 1884 exposeerde hij bij de Parijse salon. In 1888 keerde hij terug naar Brazilië. Daar vestigde hij zich in Rio de Janeiro, opende er een atelier en ging doceren aan de Escola Nacional de Belas Artes, waar hij later ook directeur van werd.
Amoedo werkte voornamelijk in een academische stijl, soms met invloeden vanuit het impressionisme. Hij maakte vooral historische en religieuze werken, genrewerken, portretten en naakten. Ook koos hij regelmatig de inheemse Indiaanse bevolking tot onderwerp van zijn schilderijen. Rond 1900 was zijn werk uitermate gegeerd in Brazilië, maar naar het einde van zijn leven taande zijn populariteit ten faveure van meer modernistische schilders.
Almoedo was de leermeester van onder meer Eliseu Visconti. Hij overleed in 1941, 83 jaar oud. Veel van zijn werk is te zien in het Museu Nacional de Belas Artes (MNBA) te Rio de Janeiro.

## Galerij

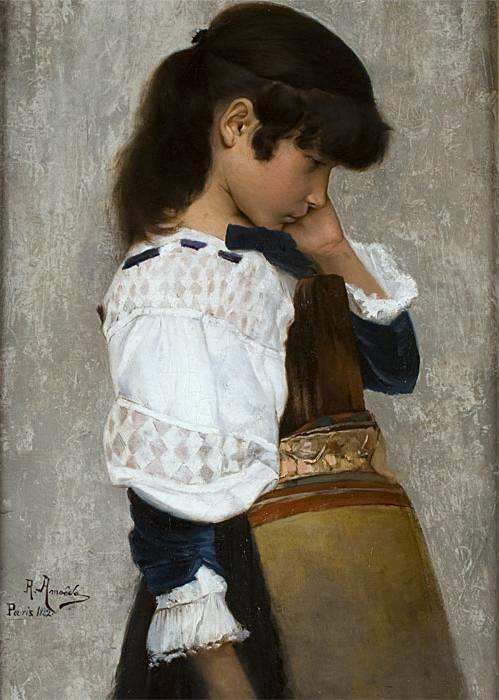
Amuada (1882), MNBA (Rio de Janeiro)
Marabá (1882), MNBA (Rio de Janeiro)
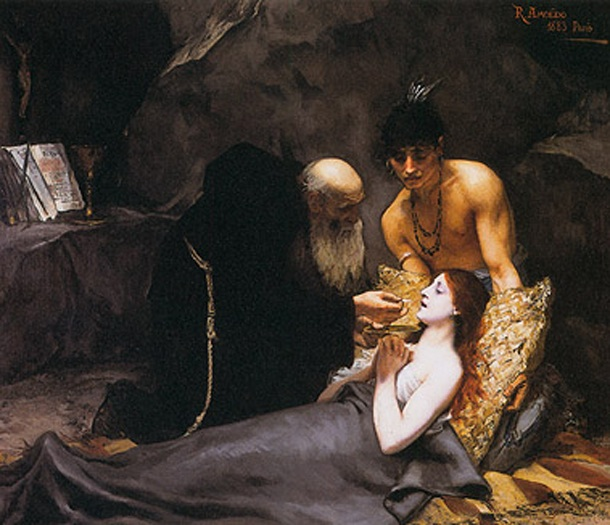
De dood van Atala (1883), MNBA (Rio de Janeiro)
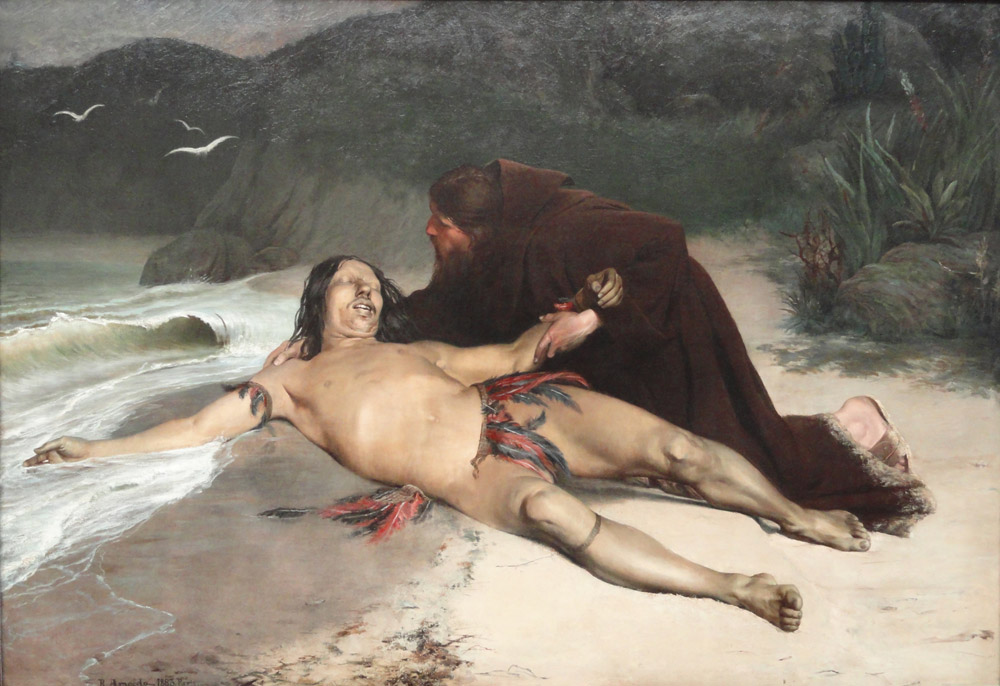
De laatste Tamoio (1883), MNBA (Rio de Janeiro)
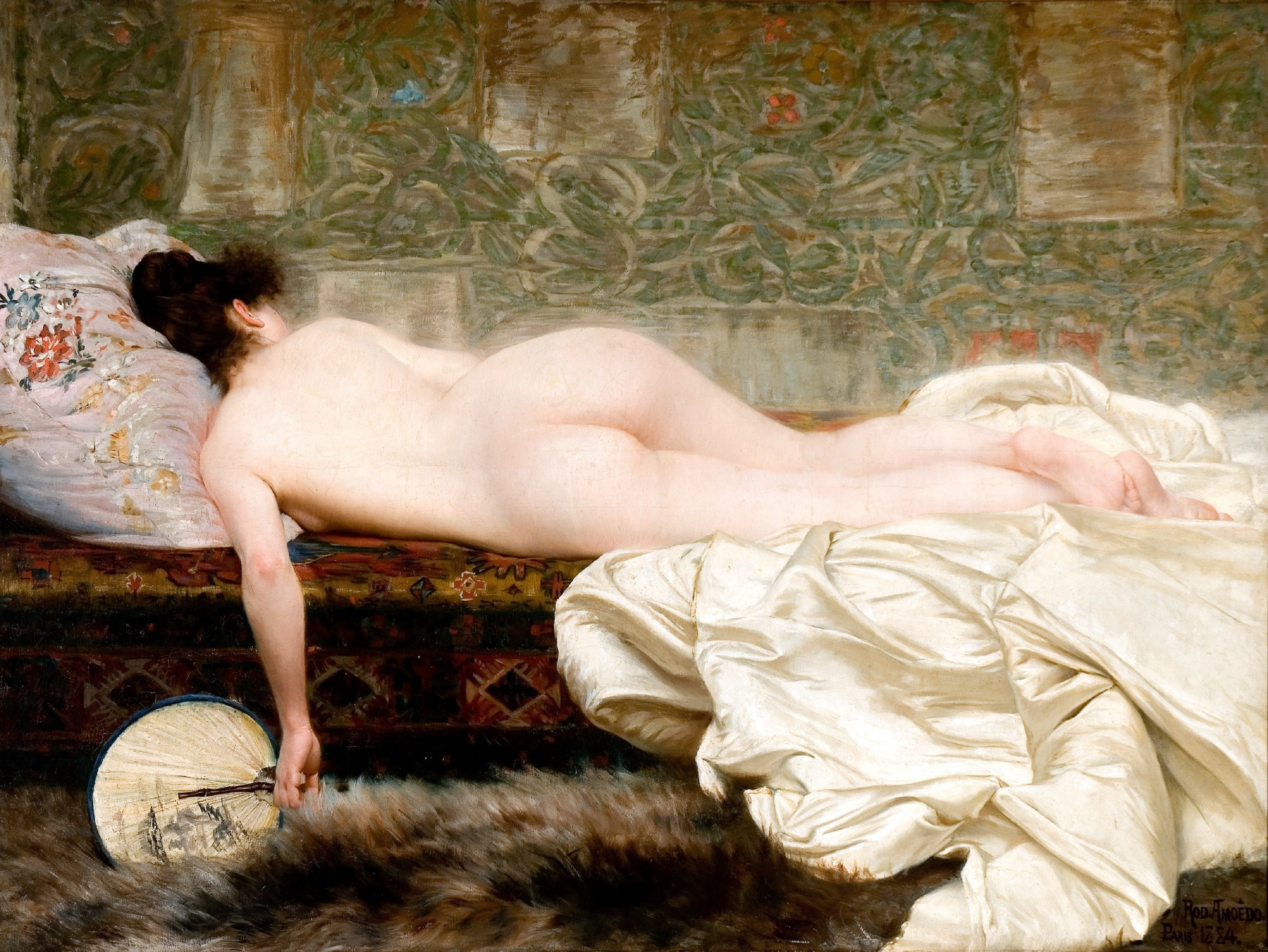
Estudo de Mulher (1884), MNBA (Rio de Janeiro)
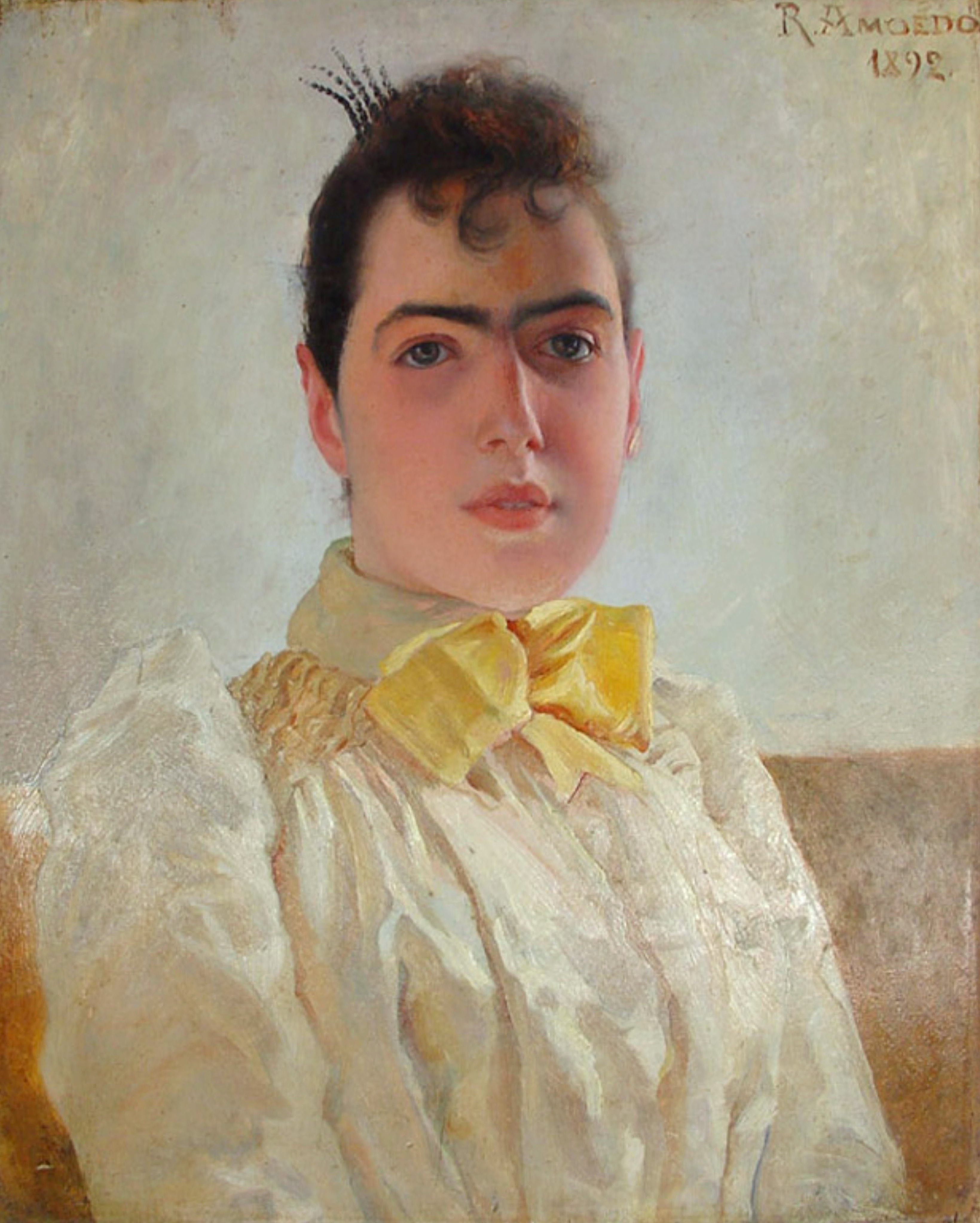
Busto de Adelaide Amoedo (1892), MNBA (Rio de Janeiro)
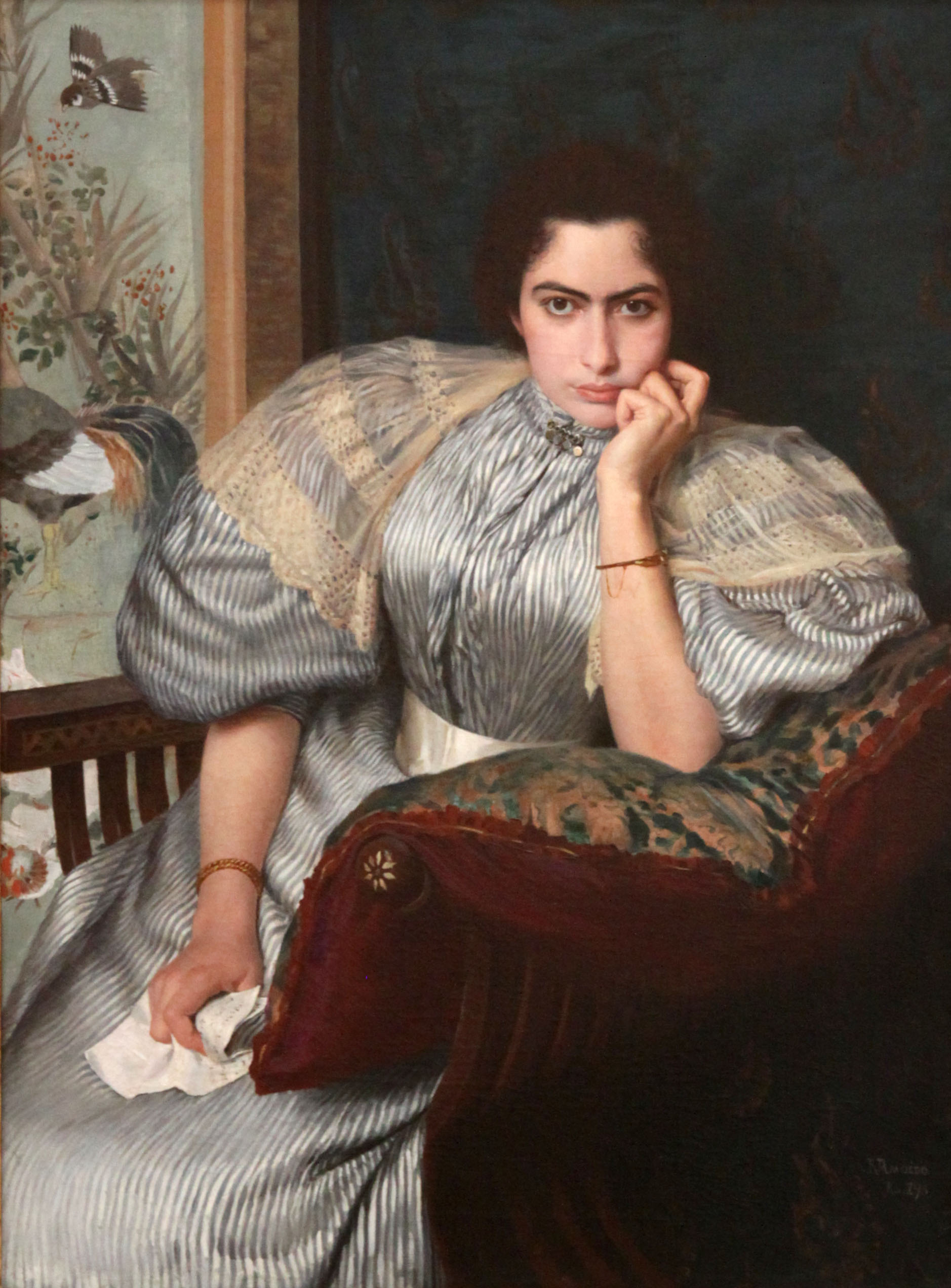
Más Notícias (1895), MNBA (Rio de Janeiro)
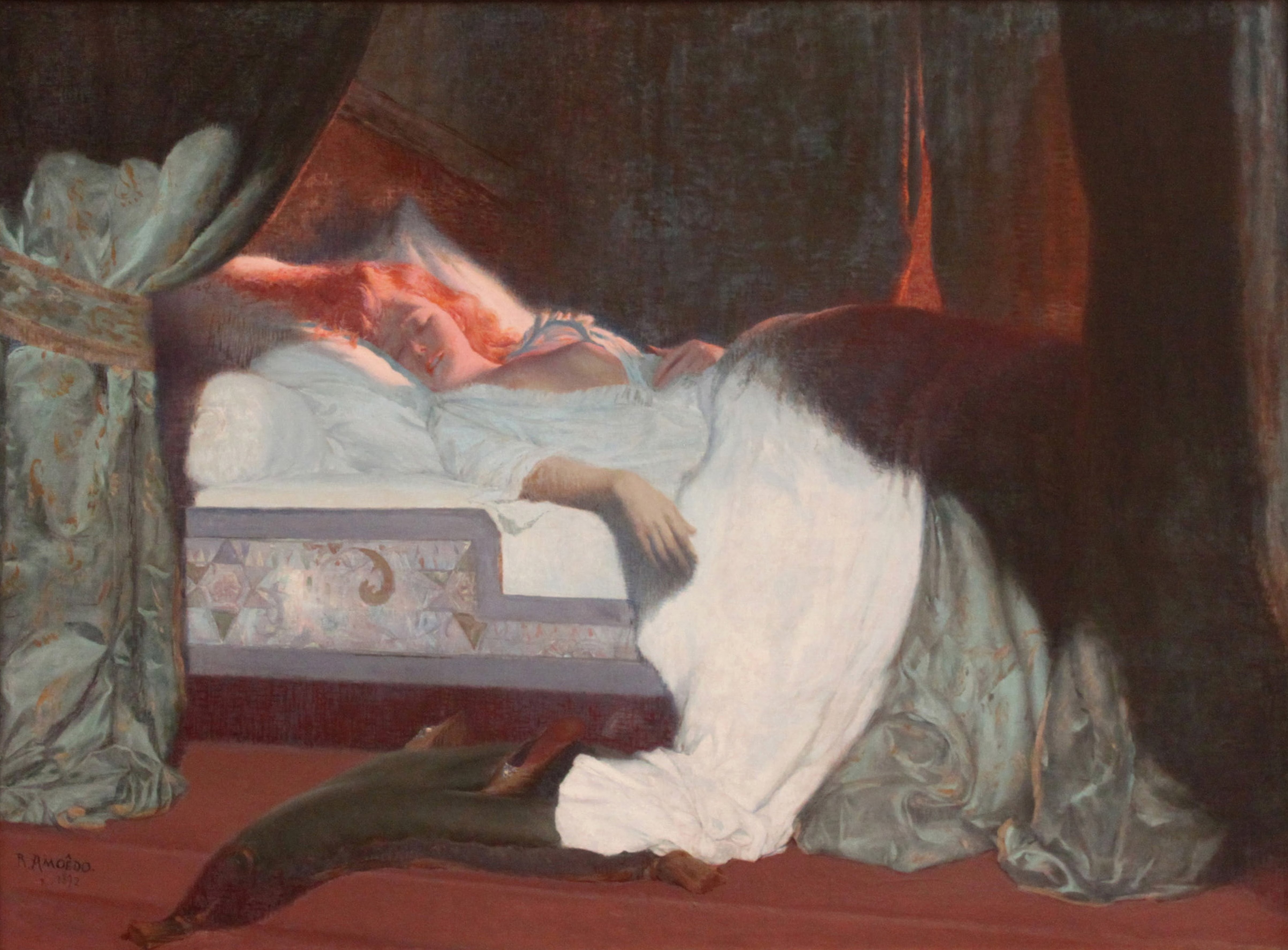
Desdemona (1892), MNBA (Rio de Janeiro)
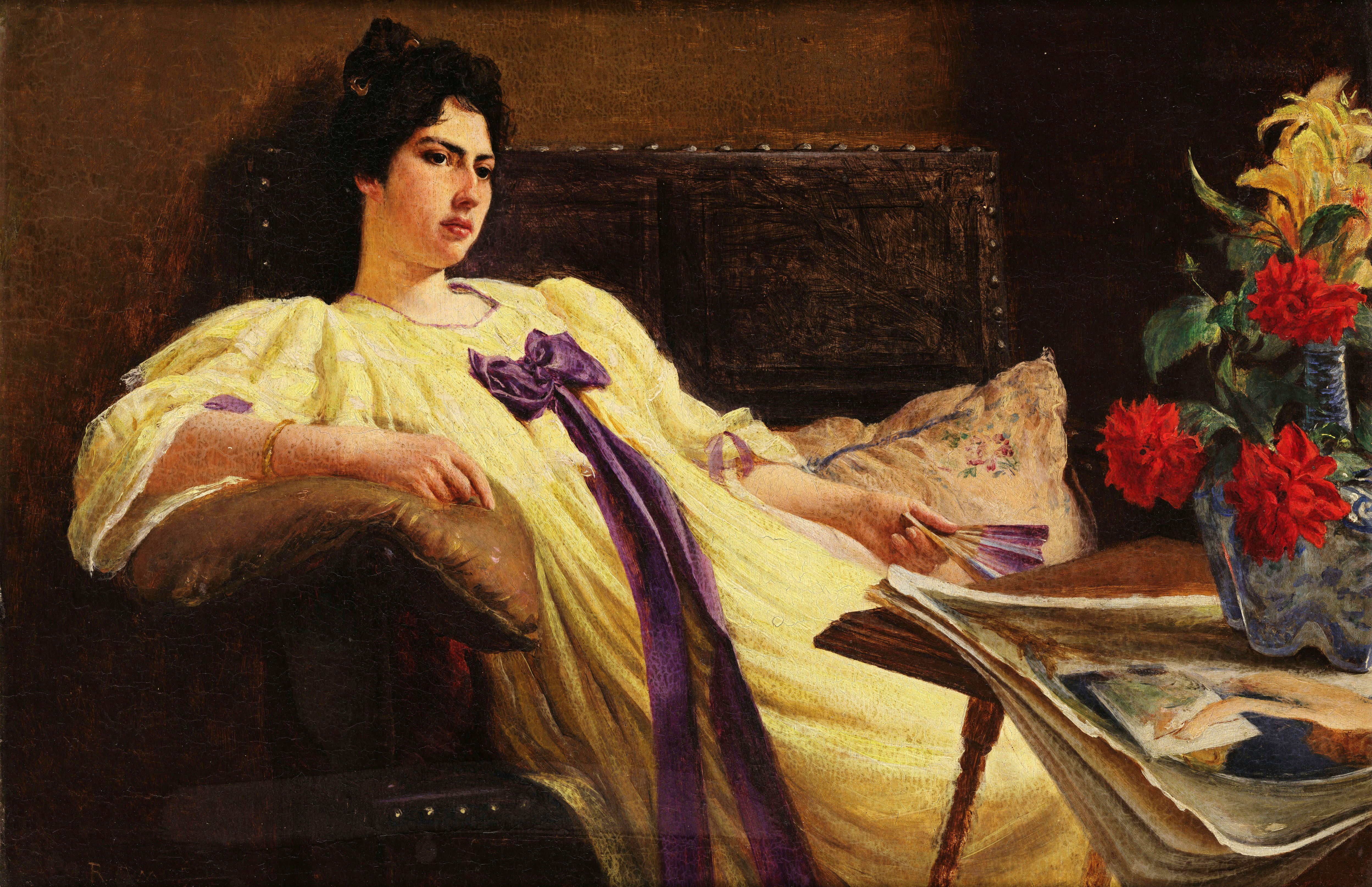
Portret van een dame (1892), MNBA (Rio de Janeiro)
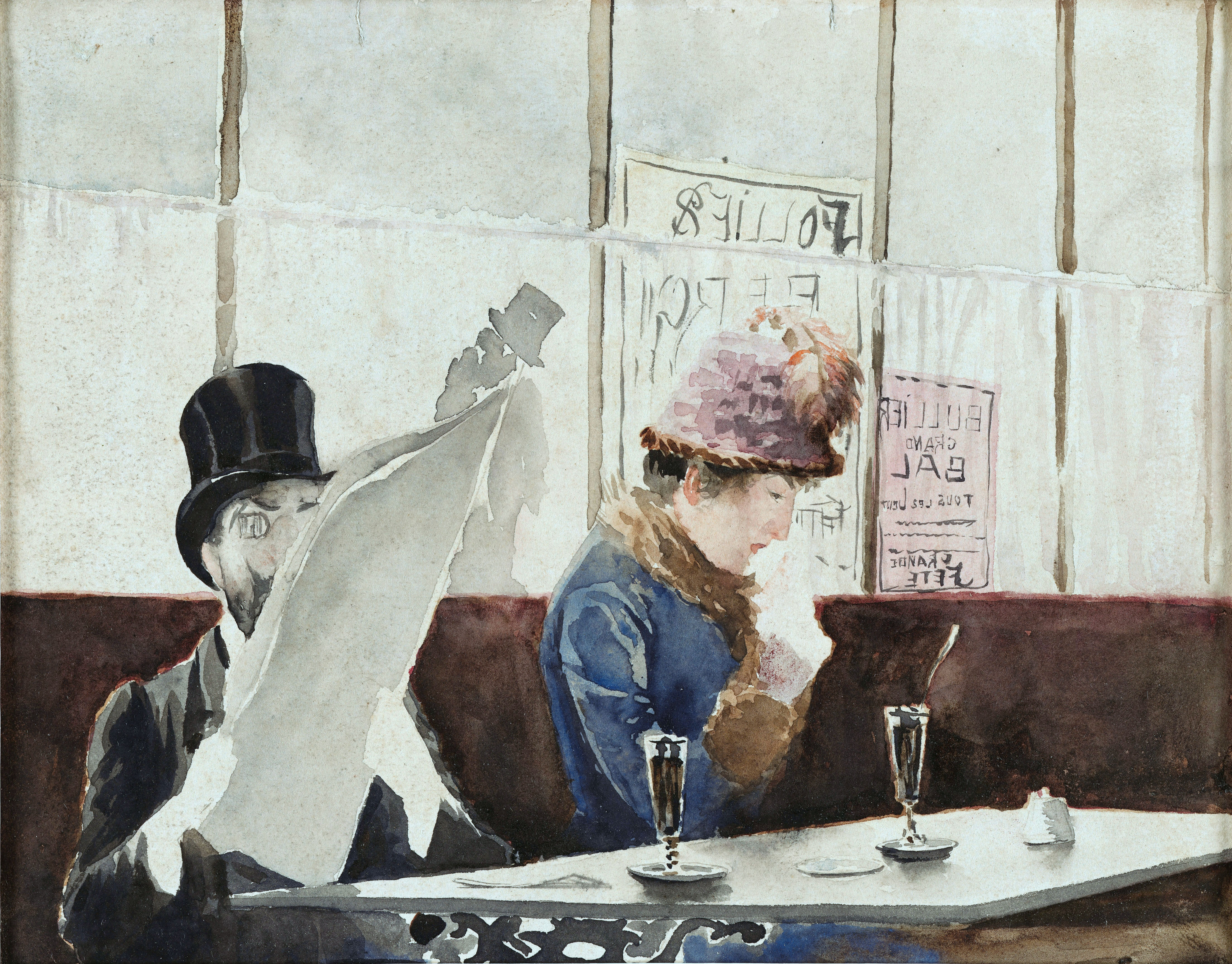
Cena de Café MNBA (Rio de Janeiro)